# Barkowo (Ermland-Mazurië)
Barkowo (Duits: Barkehmen; 1938-1945: Barkau) is een plaats in het Poolse woiwodschap Ermland-Mazurië, in het district Gołdapski. De plaats maakt deel uit van de stad- en landgemeente Gołdap.